# دیو نیلسون
دیو نیلسون (انگلیسی: Dave Nilsson؛ زادهٔ ۱۴ دسامبر ۱۹۶۹) بازیکن بیس‌بال اهل استرالیا است.
وی در مسابقات کشوری و بین‌المللی در مجموع برندهٔ ۱ مدال طلا، ۱ مدال نقره شده‌است.